# Ramón Ortiz
Ramón Diogenes Ortiz (né le 23 mars 1973 à Cotuí, République dominicaine) est un lanceur droitier des Ligues majeures de baseball.
Ortiz évolue six saisons chez les Angels d'Anaheim, avec lesquels il remporte la Série mondiale 2002.

## Carrière

### Angels d'Anaheim
Ramón Ortiz signe son premier contrat professionnel en 1995 avec les Angels de la Californie. À ses débuts, il est surnommé Little Pedro, car sa petite stature et sa balle rapide rappellent Pedro Martinez, bien que jamais Ortiz n'ait pu approcher les performances de son célèbre compatriote dominicain.
Ortiz fait ses débuts dans le baseball majeur avec cette franchise, qui a entretemps changé de nom pour les Angels d'Anaheim, le 19 août 1999 et remporte ce premier match qui l'oppose aux White Sox de Chicago. Ortiz est lanceur partant pour 18 parties des Angels en 2000, remportant 8 victoires contre 6 défaites, avant d'intégrer la rotation à temps plein au début de la saison 2001. Il effectue 32 départs cette année-là, remportant 13 matchs contre 11 perdus. Sa moyenne de points mérités se chiffre à 4,36 en 208 manches et deux tiers lancées.
À l'instar de son équipe, il connaît une très bonne saison 2002. En 32 départs, il abaisse sa moyenne de points mérités à 3,77 en 217 manches et un tiers lancées. Même s'il est le lanceur des majeures qui accorde le plus de coups de circuit (40) à l'adversaire, il s'en tire bien avec une fiche victoires-défaites gagnante de 15-9. Les Angels accèdent aux séries éliminatoires et Ortiz fait ses débuts en matchs d'après-saison le 4 octobre 2002 dans la troisième partie de Série de divisions contre les Yankees de New York. La soirée est difficile et il est chassé en troisième manche après avoir accordé six points, mais les Californiens remportent plus tard le match. Ortiz se reprend en remportant la victoire dans le deuxième match de la Série de championnat contre les Twins du Minnesota le 9 octobre suivant. Le 22 octobre, il est le lanceur gagnant du troisième match de la Série mondiale 2002 contre les Giants de San Francisco et savoure ensuite le premier titre remporté par la franchise d'Anaheim.
Malgré une moyenne de points mérités (5,20) beaucoup plus élevée en 2003, Ramón Ortiz remporte un sommet en carrière de 16 victoires la saison suivante.
En 2004, les Angels le font alterner entre la rotation de partants et l'enclos de relève. Il fait en 2004 une sortie comme lanceur de relève dans la Série de division entre les Angels et les futurs champions du monde, les Red Sox de Boston, qui éliminent Anaheim.

### Reds de Cincinnati
Le 14 décembre 2004, les Angels d'Anaheim échangent Ramón Ortiz aux Reds de Cincinnati contre le lanceur droitier Dustin Moseley. Ortiz ne joue qu'un an pour les Reds et présente un dossier perdant de 9-11 en 30 départs avec une moyenne de 5,36 points mérités accordés par partie.

### Nationals de Washington

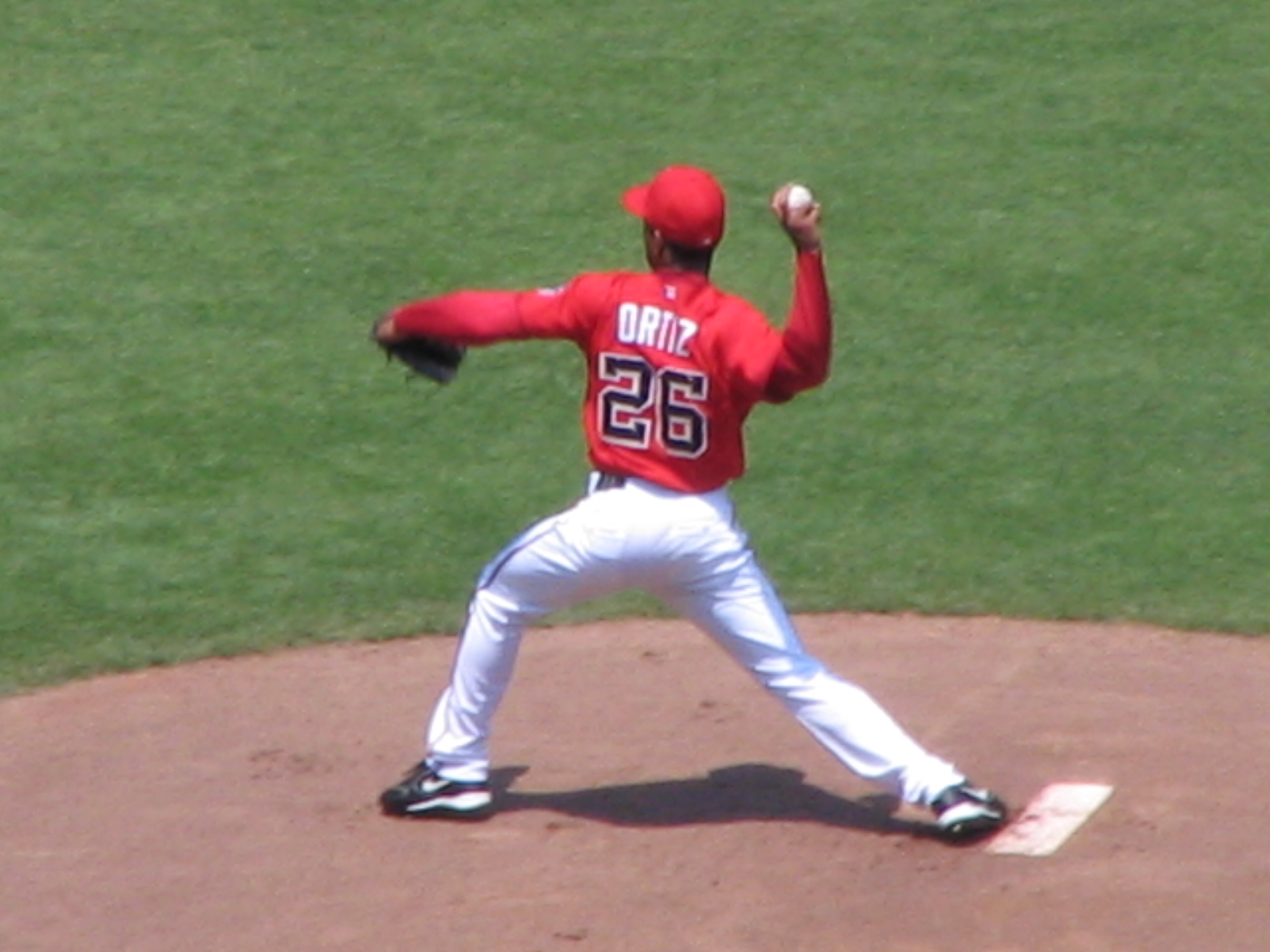
Ramón Ortiz en 2006 avec les Nationals de Washington.

Le 29 décembre 2005, Ortiz est agent libre et rejoint les Nationals de Washington. La saison 2006 est difficile pour ces derniers avec 91 défaites et une dernière place dans la division Est de la Ligue nationale. Ortiz remporte 11 victoires comme lanceur partant mais encaisse 16 défaites, le plus haut total dans la Nationale. Avec 18 revers, seul Rodrigo Lopez des Orioles de Baltimore en compte davantage dans les majeures.

### Twins du Minnesota
Ortiz se joint aux Twins du Minnesota pour la saison 2007. Ces derniers l'utilisent comme partant, mais aussi comme lanceur de relève. Il affiche une moyenne de points mérités de 5,14 en 104 manches au monticule, avec 4 victoires et 4 défaites avant qu'une transaction ne survienne.

### Rockies du Colorado
Le 15 août 2007, les Twins transfèrent Ortiz aux Rockies du Colorado contre le joueur d'avant-champ Matt Macri. Ortiz remporte sa seule décision dans l'uniforme des Rockies mais affiche une moyenne de points mérités élevée de 7,62 en seulement 13 manches en relève. Colorado atteint la Série mondiale 2007 mais Ortiz ne fait pas partie de l'effectif pour les séries éliminatoires et est libéré une fois celles-ci terminées.

### Japon et ligues mineures
En 2008, Ramón Ortiz évolue au Japon pour les Orix Buffaloes de la NPB. Revenu en Amérique du Nord en 2009 avec en poche un contrat des Giants de San Francisco, il se contente de passer l'année en ligues mineures avec le club-école de Fresno dans la Ligue de la côte du Pacifique.

### Dodgers de Los Angeles
En 2010, Ortiz participe au camp d'entraînement des Dodgers de Los Angeles. De bonnes performances lui valent un poste avec l'équipe. Le 1er mai contre Pittsburgh, il remporte sa première victoire pour un club des Ligues majeures depuis le 1er octobre 2007. Les succès du printemps sont toutefois éphémères puisque le lanceur droitier a une moyenne de points mérités de 6,30 après 16 matchs, dont deux comme partant, et 30 manches lancées. Il est libéré par les Dodgers au début juin et joue le reste de l'année dans les mineures avec des clubs affiliés aux Mets de New York et aux Rays de Tampa Bay.

### Cubs de Chicago
En 2011, Ortiz s'aligne avec les Cubs de Chicago pour 22 matchs et maintient sa moyenne de points mérités à 4,86 en 33 manches et un tiers lancées. Il rejoint l'équipe en juillet après avoir été rappelé du club-école d'Iowa et ses deux premiers matchs, comme lanceur partant, se soldent par des défaites. Il fait mieux par la suite et demeure avec le club jusqu'à la conclusion de la saison.

### Yankees de New York
En février 2012, les Giants de San Francisco proposent à Ortiz de participer à leur entraînement de printemps. Il est incapable de gagner un poste avec l'équipe et signe le 4 avril, quelques jours après son 39e anniversaire de naissance, un contrat des ligues mineures avec les Yankees de New York. Il passe toute l'année en ligues mineures.

### Blue Jays de Toronto
Ortiz rejoint les Blue Jays de Toronto le 18 décembre 2012 et, âgé de 40 ans, il effectue en avril 2013 son retour dans le baseball majeur.